# Fundătura, Bacău
Fundătura este un sat în comuna Motoșeni din județul Bacău, Moldova, România.
Este invecinat la est cu Mireni, județul Vaslui; la nord cu Rotăria, județul Bacău; la sud cu Chilieni, județul Vaslui,